# All's Well
All's Well (Todo está bien) es un corto de animación estadounidense de 1941, de la serie Gabby. Fue producido por los estudios Fleischer y distribuido por Paramount Pictures.

## Argumento
Gabby, a quien le gusta que todo vaya bien, está paseando contento por el pueblo cuando de repente oye, procedente de un carrito, el llanto de un bebé. Gabby decide que hay que cambiarle el pañal a la criatura, aunque esta no se lo pondrá nada fácil.

## Realización
All's Well es la tercera entrega de la serie Gabby y fue estrenada el 17 de enero de 1941. En este episodio, Gabby (Pinto Colvig) canta "All's Well", canción que ya interpretara en la película de 1939 Gulliver's Travels.